# Gyali
Gyali (Griego moderno: Γυαλί "pequeño cristal", conocida en la antigüedad como Istros, también llamada Yiali o Yali, pronunciado [ʝaˈli]) es una isla griega volcánica del archipiélago del Dodecaneso localizada a medio camino entre la costa meridional de Cos y la isla de Nísiros. Se compone de colinas de lava de obsidiana riolítica y de depósitos de piedra pómez. La isla depende administrativamente de Nísiros.

## Geografía

### Ubicación geográfica

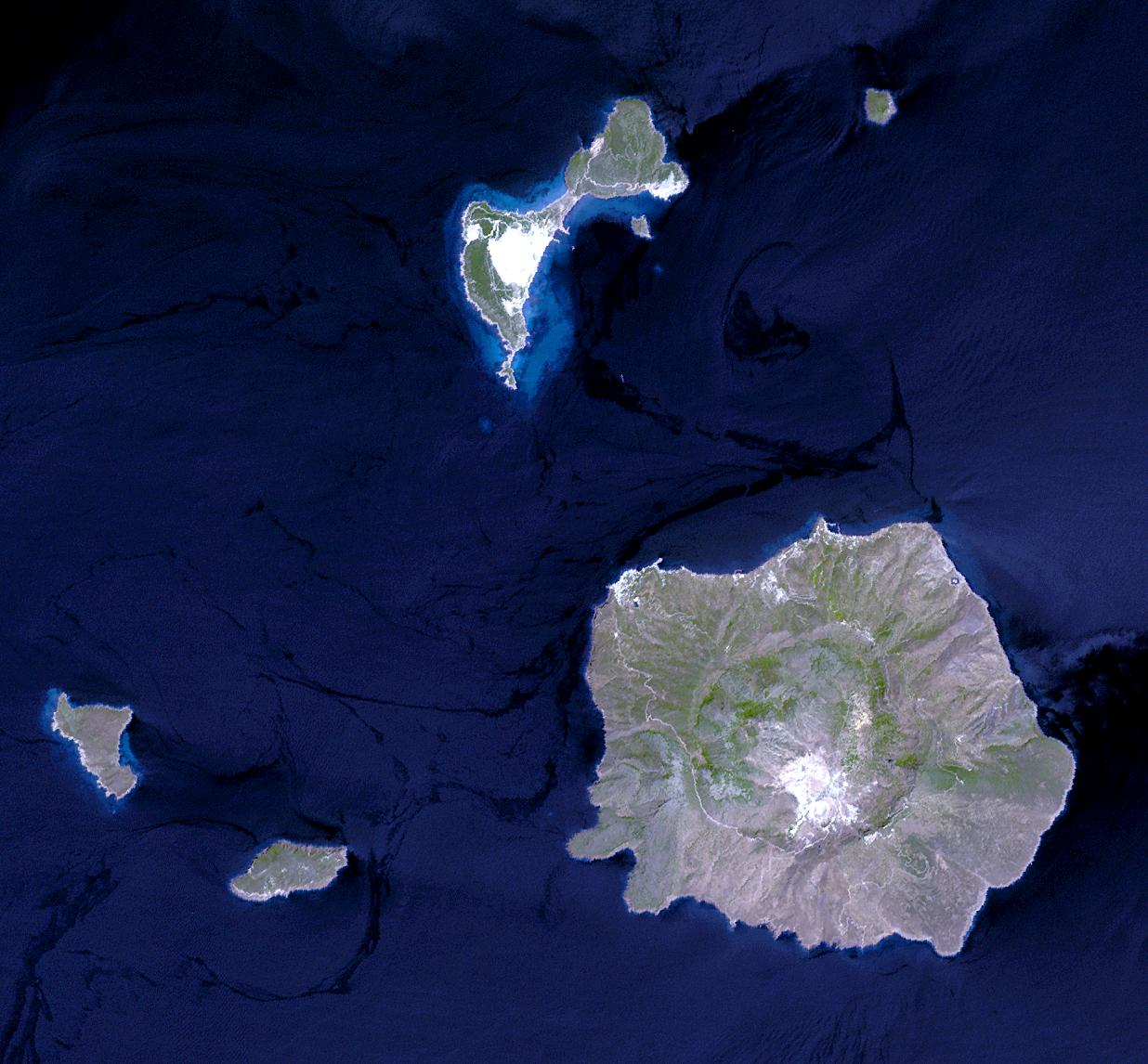
En sentido contrario a las agujas del reloj: Strongyli, Gyali, Pergoussa, Pachia y Nisiros.

Gyali está situada en el sureste del mar Egeo a unos 20 km de la península de Datça en Asia Menor y a unos 10 km al sur de la isla de Cos. La distancia al sur hacia la isla de Nisiros de la que depende es de 3,5 km. La isla está formada por dos colinas de 182 metros en el noreste y de 179 m en el suroeste, conectadas por un estrecho istmo de sólo 250 m. La mayor anchura es de 5,1 km de noreste a suroeste y una longitud de 6 km. A 3,3 kilómetros al este se encuentra la isla deshabitada de Strongyli y 400 m al sur el islote de Agios Andonios. El área de la isla es de 4,558 km². Tiene una cueva de 180 m de profundidad.

### Geología
Al igual que Nisiros y Kos, Gyali junto a Pergousa y Pachia forma parte del arco oriental de las Cícladas y es de origen volcánico.
La isla tiene dos segmentos distintos, con una parte nororiental formada casi en su totalidad por un domo de lava de obsidiana riolítica y una parte suroriental de piedra pómez como resultado de la ceniza volcánica expulsada a lo largo de los siglos. Estos segmentos están conectados por un estrecho istmo cuya playa está formada por sedimentos de moderno arrecife.
La última actividad volcánica de Gyali se data por el método de la termoluminiscencia alrededor del 1460 a.E., relativamente pronto, después de la erupción minoica de la isla volcánica de Santorini.

### Naturaleza
La vegetación se caracteriza por el calor y la sequía, pero en comparación con otras pequeñas islas es mucho más diversa. En varios lugares se han desarrollado bosques de pino de Chipre (Pinus brutia). Terrazas abandonadas indican el antiguo uso agrícola, hubo pastoreo de cabras hasta 1998 como muestran las marcas de mordeduras. La continua explotación de los yacimientos de piedra pómez a cielo abierto ha tenido un impacto significativo sobre el medio ambiente. Como medida de compensación ecológica por el importante impacto en la naturaleza y el paisaje se han realizado plantaciones.

#### Flora
En Gyali se han encontrado 241 especies de helechos y plantas con semillas. La vegetación original esclerófila mediterránea que recuerda el acebuche (Olea europaea var. Sylvestris) y el algarrobo (Ceratonia siliqua) ha sido reemplazada en muchos lugares por bosques de pino de Chipre (Pinus brutia). Las únicas reservas conocidas forestales de Pinus brutia en sustratos de perlita y piedra pómez se acompaña dependiendo de las condiciones del suelo y la densidad de población de los representantes típicos de la maquia y la frigana.

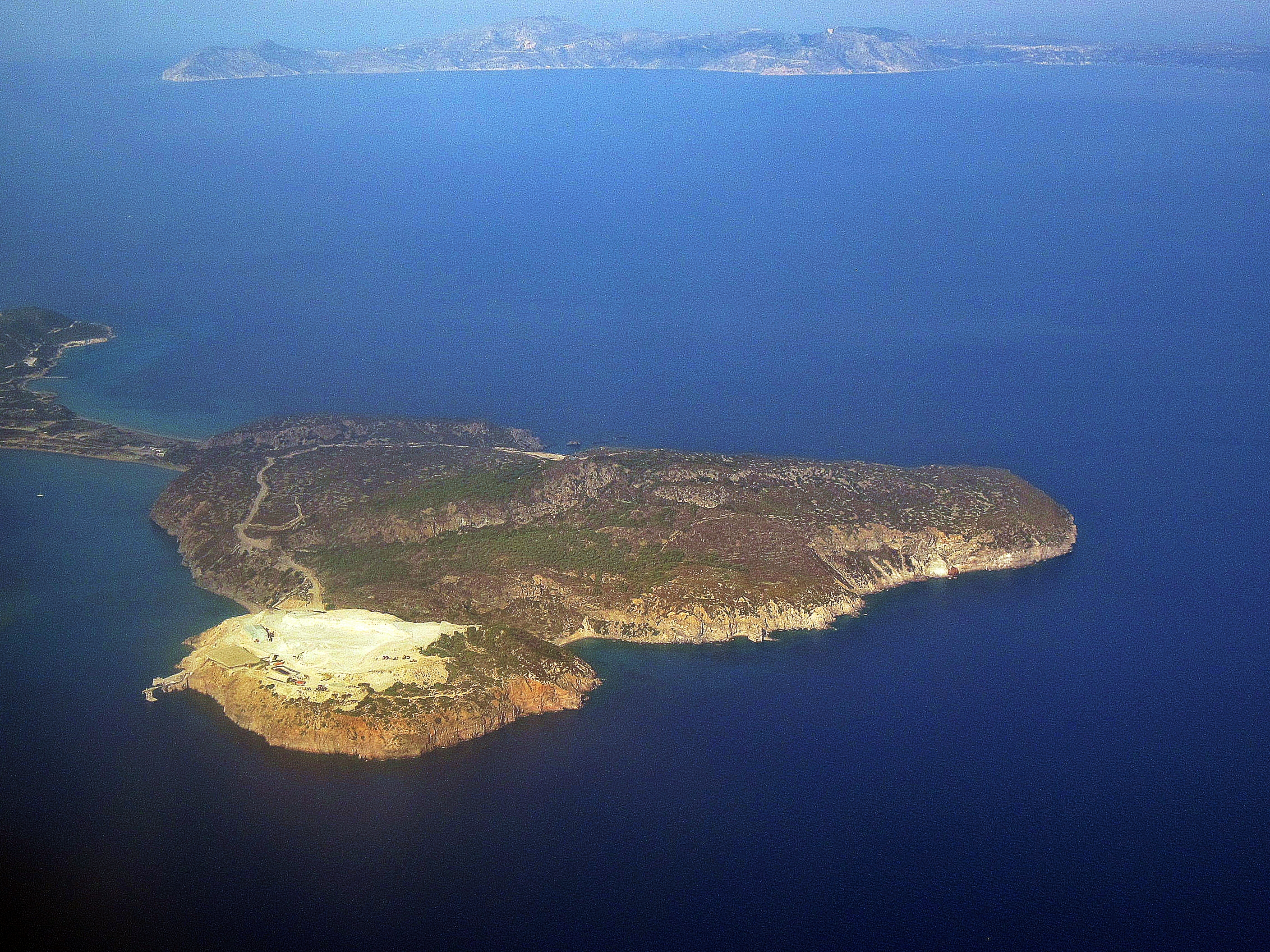
Gyali.

La aparición de bosques de Pinus brutia está probablemente relacionado con la falta de asentamientos humanos sostenibles y por la formación de tierra vegetal por la ligera erosión del sustrato. Todas las edades están representadas, los ejemplares más antiguos tienen alrededor de 100 años. Los árboles alcanzan una altura de unos 6-7 m y si están al abrigo del viento alcanzan los 12 m. En lugares expuestos al viento las formas arbustivas no llegan a los 3 m de altura. En las pequeñas áreas degradadas de la colina occidental predominan el lentisco (Pistacia lentiscus) con solitarios acebuches (Olea europaea var. Sylvestris), el algarrobo (Ceratonia siliqua), la coscoja (Quercus coccifera), el madroño (Arbutus unedo), el mirto común (Myrtus communis) y el brezo (Erica manipuliflora). La planta de compañía dominante en suelos poco profundos es el brezo (Erica manipuliflora). En la colina del noreste hay rodales abiertos de árboles intercalados con la jara pringosa (Cistus ladanifer), el jaguarzo morisco (Cistus salviifolius), el Cistus parviflorus, la jara estepa (Cistus creticus) y los pequeños arbustos de la Hierba de San Juan (Hypericum empetrifolium) y el cantueso (Lavandula stoechas), a veces con brezos, acebuches, algarrobos, coscojas, ajedreas (Satureja Thymbra), vulnerarias (Anthyllis hermanniae) y bolaguillas (Thymelaea tartonraira).
Los sitios más degradados son las comunidades vegetales de la maquia con el brezo, el algarrobo, el acebuche, el mirto común, la coscoja y el madroño, que pesan más que la proporción de lentiscos. En algunos sitios cercanos a la costa se han establecido grandes enebros marítimos (Juniperus macrocarpa). En la colina del noreste hay torviscos (Gnidioides Daphne), plantaciones de titímalos (Euphorbia dendroides), ephedra (Ephedra foeminea) y alcaparros (Capparis orientalis).
En las zonas con una degradación más avanzada de la maquia se sustituye por frigana. Dependiendo de la ubicación dominan diferentes tipos, tales como vulnerarias en el istmo, jara estepa y Cistus parviflorus en las laderas noroccidentales de la colina oriental, cantuesos sobre antiguas terrazas y brezo que crece en lugares limpios. La mayoría de los compañeros son jaguarzo morisco, hierba de San Juan, manzanilla griega (Phagnalon graecum), bolaguilla y tomillo macho (Teucrium capitatum).
Los lugares arenosos en el istmo son para la oruga de mar (Cakile maritima), la salsola (Salsola tragus) y la corregüela del mar (Polygonum maritimum), en el área adyacente a la arena de la playa están la flor de fieltro (Otanthus maritimus), el cardo marítimo (Eryngium maritimum), el tártago marino (Euphorbia paralias), la matthiola (Matthiola tricuspidata), el elymus (Elymus farctus) y la azucena de mar (Pancratium maritimum).
En una pequeña zona inundada periódicamente crecen halófitas como la variedad del limonium (Limonium graecum) y en la orilla el brezo de mar (Frankenia hirsuta) y el balliquillo (Parapholis marginata).

#### Fauna
Habita en la isla una población de lagartos de ojo de serpiente (Ophisops elegans).

## Historia
La colonización de Gyali se produce al final del período neolítico alrededor del 4500-3200 a.E. Las excavaciones arqueológicas han confirmado la presencia de población en el período helenístico y romano.
En el sudoeste de la isla se ha encontrado un asentamiento, un cementerio con tumbas rectangulares excavadas en la roca y restos de edificios. En varios lugares de la isla han hallado reducciones de obsidiana y cerámica neolítica. A pesar de los depósitos de obsidiana la comunidad neolítica probablemente vivía de la ganadería, la agricultura y la pesca. El comercio con la obsidiana local jugó un papel bastante menor debido a su pobre calidad comparada con la proveniente de la isla cicládica de Milo. Obsidiana de Gyali y Milo ha sido encontrada en el sudoeste de la isla de Pergousa.
Hay restos de la etapa helenística y una cisterna en el lado norte de la colina situada en el sudoeste. Numerosos fragmentos de cerámica fechados en la época helenística fueron encontrados en la zona nororiental. Una tumba en la misma zona se remonta a los primeros tiempos cristianos.
No hay restos de asentamientos posteriores. Presumiblemente la isla fue abandonada debido a las incursiones piratas. En tiempos más recientes algunas casas sencillas de piedra fueron habitadas temporalmente. Estos habitantes cultivaban cereales, legumbres y vides. En la época contemporánea, el almirante griego Andreas Miaoulis encontró refugio en la isla durante la Guerra de Independencia griega de 1821. Después de la ocupación italiana de las islas del Dodecaneso se inició la extracción de la piedra pómez y se construyó una instalación de carga para los buques. La actividad agrícola se mantuvo hasta la Segunda Guerra Mundial. Más tarde, algunos mineros vivieron con sus familias en la isla.

## Economía

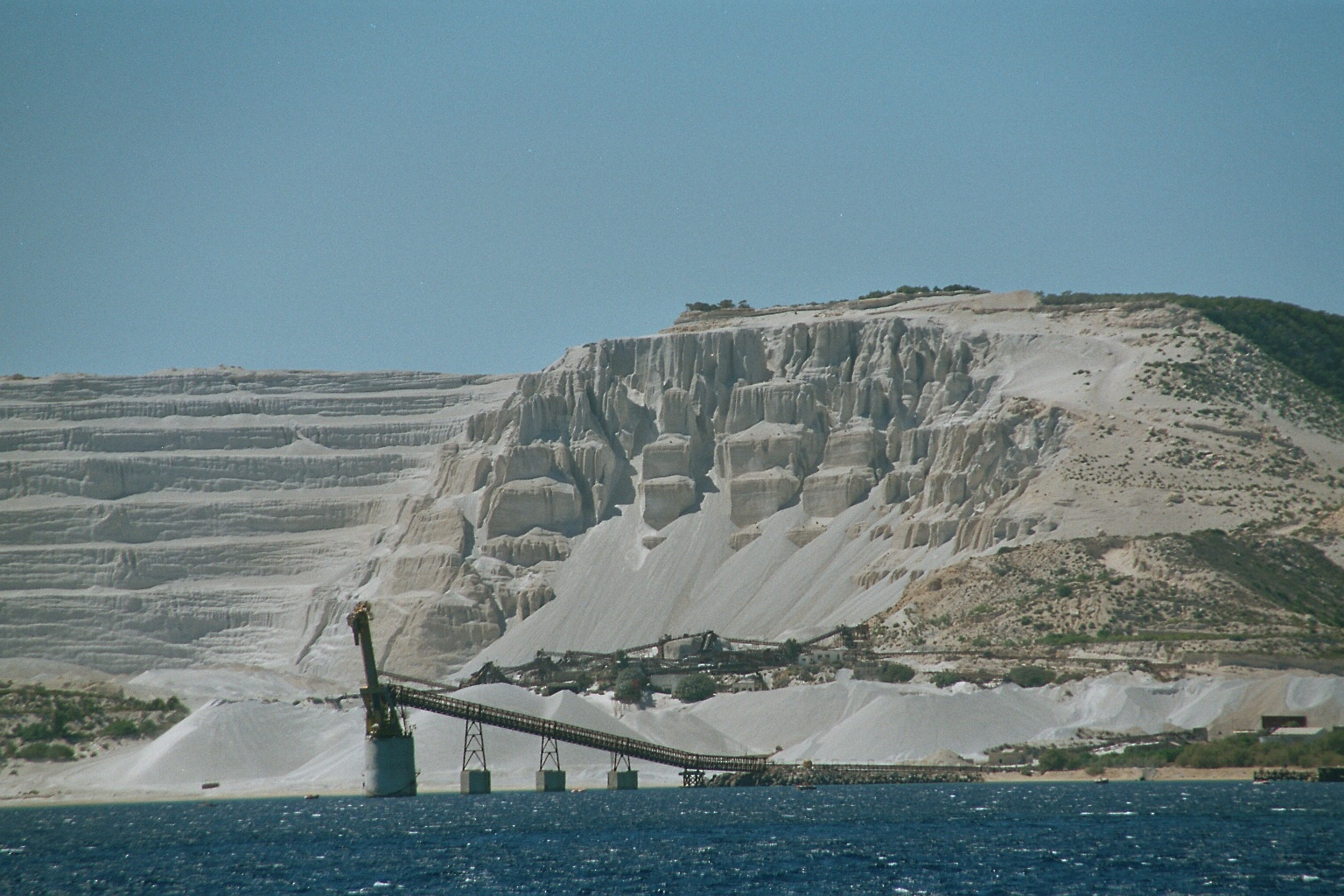
Cantera de piedra pómez

La economía de la isla ha estado vinculada desde hace miles de años a la extracción de la piedra pómez y la obsidiana. Altamente desarrollada durante la ocupación italiana, la extracción de la piedra se confía después de la Segunda Guerra Mundial a las empresas estatales griegas. Desde 1994, el Estado ha destinado una parcela en el noreste de cerca de 175 hectáreas durante 40 años a la empresa privada Aegean Perlites S.A, que tiene una capacidad de producción en la isla de 250.000 toneladas de piedra pómez por año (80 toneladas por hora). Las reservas de piedra pómez en Gyali - que son las más grandes de Grecia - se estiman en 120 millones de toneladas, permitirán el funcionamiento más allá del año 2100.
En el suroeste de la isla está instalada la empresa LAVA - Mining & Quarrying Co., filial del Grupo Heracles y la mayor exportadora de piedra pómez del mundo, para la transformación de esta.
| Año        | 1947 | 1951 | 1961 | 1971 | 1981 | 1991 | 2001 | 2011 |
| ---------- | ---- | ---- | ---- | ---- | ---- | ---- | ---- | ---- |
| Habitantes |      |      | 7    | 32   | 66   | 16   | 10   | 21   |